# Mala voda, Gradaščica
Mala voda je povirni pritok reke Gradaščice, ki izvira v Polhograjskem hribovju, zahodno od Ljubljane. Spada v porečje Ljubljanice. Po njej se imenuje tudi dolina v občini Dobrova-Polhov Gradec. V celotni dolini sta naselje Briše in manjši zaselek Ljubljanica. Konča se na koncu Horjulske doline. Ravnine in vzpetine pokriva gozd. Včasih je bilo na reki veliko žag in mlinov, ki jih danes ni več oziroma so še, vendar ne v uporabi.